# Torneo de Budapest 2019
El Hungarian Open 2019 fue un torneo de tenis que perteneció a la ATP en la categoría de ATP World Tour 250. Se disputó entre el 23 y el 28 de abril de 2019 sobre polvo de ladrillo en el National Tennis Center en Budapest (Hungría).

## Distribución de puntos
| Modalidad            | Campeón | Finalista | Semifinales | Cuartos de final | 2ª ronda | 1ª ronda | Clasificados | 2ª ronda de clasificación | 1ª ronda de clasificación |
| Individual masculino | 250     | 165       | 100         | 50               | 25       | 0        | 13           | 7                         | 0                         |
| Dobles masculino     | 250     | 150       | 90          | 45               | 20       | 0        | -            | -                         | -                         |

## Cabezas de serie

### Individuales masculino
| Tenista              | Ranking | Preclasificado |
| Marin Čilić          | 11      | 1              |
| Borna Ćorić          | 13      | 2              |
| Marco Cecchinato     | 16      | 3              |
| Nikoloz Basilashvili | 17      | 4              |
| Laslo Djere          | 32      | 5              |
| John Millman         | 39      | 6              |
| Mikhail Kukushkin    | 42      | 7              |
| Radu Albot           | 45      | 8              |

- Ranking del 15 de abril de 2019.[2]

### Dobles masculino
| Tenista                            | Ranking | Preclasificado |
| Rohan Bopanna Dominic Inglot       | 61      | 1              |
| Santiago González Matwé Middelkoop | 84      | 2              |
| Ken Skupski Neal Skupski           | 89      | 3              |
| Robin Haase Frederik Nielsen       | 91      | 4              |

## Campeones

### Individual masculino
Matteo Berrettini venció a  Filip Krajinović por 4-6, 6-3, 6-1

### Dobles masculino
Ken Skupski /  Neal Skupski vencieron a  Marcus Daniell /  Wesley Koolhof por 6-3, 6-4